# LiveJournal
LiveJournal (spesso anche Lj) è un provider di weblog che permette agli utenti Internet di mantenere un diario online (o journal).
È anche il nome di un software lato server, open source, che è stato progettato per questo scopo.
LiveJournal si differenzia dagli altri siti per blogger grazie a caratteristiche WELL-like di una comunità auto-sostenuta nonché a funzioni di social networking che ricalcano quelle di Friendster.
LiveJournal è stato fondato il 15 aprile 1999 da Brad Fitzpatrick come uno strumento per tenere aggiornati i suoi amici delle superiori circa le sue attività.
Nel gennaio 2005, l'azienda che si occupa di software per blogger Six Apart ha acquistato la Danga Interactive, l'azienda di Fitzpatrick che gestiva LiveJournal.

## Caratteristiche
Un gran numero di funzioni distinguono LiveJournal dagli altri siti per blogger, uno di questi è la "Pagina degli Amici" ("Friends Page"), una lista dei messaggi più recenti dei blogger che un utente ha aggiunto alla sua "Friend List" — trasformando LiveJournal in una comunità di blog interconnessi tra loro, e portandola verso l'essere un social network software. Un'altra funzionalità tale da distinguersi è senza dubbio l'impiego del sistema di template S2, per consentire agli utenti di personalizzare il look e le caratteristiche funzionali dei loro weblog.
In modo analogo ad altri servizi online, gli utenti possono inviare una piccola icona grafica, chiamata "userpic" o "icon", tramite la quale ognuno più identificarsi al resto della comunità (questa icona ha praticamente la stessa funzione dell'avatar). Questa piccola immagine opzionale può essere al massimo della dimensione di 100x100 pixel. Gli utenti registrati tramite l'account gratuito di LiveJournal (che sono all'incirca il 98% del totale) hanno un limite di quindici icone interscambiabili. I detentori di un account a pagamento (1.6% del totale) ne possono avere fino a trenta, e possono pagare fino ad arrivare a un totale di cento spazi immagine.
L'icona utente selezionata può, se presente, apparire a fianco di ogni messaggio nella propria pagina personale, nonché nelle "Pagine degli Amici" di quegli utenti che hanno aggiunto il blogger in questione alla propria Lista degli Amici (Friend List).
Ogni utente ha poi a disposizione una propria pagina utente (User page), che è usata per descrivere i propri interessi personali. Può contenere una grande varietà di informazioni, incluso i propri contatti, una biografia, delle immagini (linkate da siti esterni), e liste di amici, interessi e comunità alla quale l'utente appartiene.

## Comunità

### Demografia
A metà dell'agosto 2005, più di 8 milioni di account erano attivi su LiveJournal, dei quali quasi 1.5 milioni aggiornate negli ultimi 30 giorni . Di quegli utenti che hanno fornito la propria data di nascita, la grandissima maggioranza appartenevano alla fascia dei 15-23 anni. Di coloro che invece avevano specificato un sesso, più dei due terzi erano di sesso femminile. Ciò è davvero degno di nota, poiché la maggior parte delle aree di Internet sono dominate da utenti di sesso maschile.
LiveJournal parla per lo più inglese (anche se c'è una funzione di selezione del linguaggio), e dagli Stati Uniti provengono di gran lunga la maggior parte degli utenti. C'è anche un consistente contingente russo, poiché molti russi hanno fatto di LiveJournal la loro piattaforma per blog preferita.

### Interazione degli utenti
Come la maggior parte dei weblog, la gente può commentare su tutti i messaggi degli altri e creare una struttura di commenti simile a quella dei forum — ogni commento può essere oggetto di un'altra risposta, aprendo un nuovo thread. Tutti gli utenti, inclusi quelli non paganti, possono definire una serie di opzioni per i commenti: possono infatti dire al software di accettare solamente i commenti di quelli nella propria Friend list, (più comunemente detta "flist" o "f-list") oppure bloccare i commenti anonimi (ossia permettendo il commento ai soli utenti di LiveJournal), nascondendo i nuovi commenti (che vengono marcati come "screened") fino alla loro approvazione da parte dell'autore del messaggio; possono infine disabilitare del tutto i commenti. L'utente ha l'opzione aggiuntiva di poter essere aggiornato delle risposte direttamente via email.
In aggiunta, LiveJournal può raggruppare i diversi gruppi di discussione, o "community", comprendendo una miriade di argomenti (per esempio, c'è una comunità specifica su Wikipedia). Ogni community ha uno o più maintainer (moderatori) che hanno accesso alle opzioni di configurazione dell'account di quella community.
Alcune aree di LiveJournal si affidano fortemente sul contributo degli utenti e sugli sforzi di volontari. In particolare, l'area di Supporto di LiveJournal è mantenuta interamente da volontari non pagati. Analogamente, il sito è tradotto nelle altre lingue sempre dai volontari, anche se questo sforzo si sta continuamente degradando a causa di un'enorme frustrazione. Molti attribuiscono questa frustrazione a una certa mancanza di interessamento da parte dell'amministrazione di LiveJournal riguardo a varie questioni e problemi.
Lo sviluppo del software di LiveJournal ha visto in passato un coinvolgimento consistente di volontari. Nel febbraio e nel marzo del 2003, ci fu anche uno sforzo, soprannominato il Bazaar, per incoraggiare il rendimento dei volontari offrendo loro denaro per miglioramenti precisi dichiarati in precedenza. Il Bazaar doveva seguire un regolare schema mensile di pagamenti, ma finì per pagare solo una singola volta, dopo la quale fu abbandonato senza neanche una parola dagli amministratori fino a circa un anno dopo, quando il progetto fu chiuso.
Al giorno d'oggi, i contributi dei volontari al software sono considerati per l'inclusione nel software via via sempre meno poiché l'azienda ha acquistato sempre più tecnici pagati che concentrano gli interessi commerciali dell'azienda. Tutto ciò ha portato a numerosi fork del software, molti dei quali introducono nuove funzionalità che gli utenti avrebbero voluto vedere a LiveJournal, specialmente funzionalità che sono state ripetutamente sollevate proprio nel journal dei suggerimenti (che è stato talvolta marcato come inutile e superfluo, dal momento che molti lettori sentono che LiveJournal ha smesso di interessarsi delle idee degli utenti e che implementa solo quelle del team ufficiale e pagato, in particolar modo dopo la rilevazione da parte di Six Apart).
In qualche caso, preoccupazioni legali ed amministrative hanno spinto LiveJournal a proibire a qualcuno di fare volontariato.

## Altri siti che usano il motore di LiveJournal
Il software che fa funzionare LiveJournal è open source ed è principalmente scritto in Perl. Per questo, molte altre community hanno progettato l'uso del medesimo software di LiveJournal. Comunque, con l'eccezione di DeadJournal e di GreatestJournal, essi tendono ad essere instabili e di breve durata. Un esempio di questo è la chiusura nell'agosto 2004 di uJournal, che ha temporaneamente lasciato circa 100.000 account senza dimora, prima che tutto il contenuto fosse mosso su AboutMyLife.